# Seekarsee
Seekarsee är en sjö i Österrike.   Den ligger i förbundslandet Steiermark, i den centrala delen av landet, 220 km väster om huvudstaden Wien. Seekarsee ligger 1 918 meter över havet.
Trakten runt Seekarsee består i huvudsak av gräsmarker. Runt Seekarsee är det glesbefolkat, med 20 invånare per kvadratkilometer.